# 里谷多英
里谷 多英（さとや たえ、1976年6月12日 - ）は、日本の元フリースタイルスキーモーグル選手。長野オリンピック金メダリスト、ソルトレイクシティオリンピック銅メダリスト（ともに女子モーグル）。フジテレビジョン所属。

## 来歴
北海道札幌市北区出身。札幌市立新陽小学校、札幌市立北陽中学校、東海大学付属第四高等学校（現東海大学付属札幌高等学校）体育コースを経て北海道東海大学（現東海大学札幌キャンパス）を卒業。
スキーを始めたのは4歳の頃で、11歳（小学5年生、1987年）でモーグルは競技を始め、当時から、モーグルが将来オリンピック競技になると信じていたという。父である里谷昌昭の指導のもと地元の手稲山スキー場で練習を積み、同シーズンに札幌市のばんけいスキー場で初めて大会に出場した。
1989年度全日本選手権大会に6年生で出場し優勝。これは全日本スキー選手権史上最年少記録となる快挙である。なお知名度はしばらくの間、上村愛子（後に日本IBMのテレビCMに登場）の注目度の方が高かった。中学生になるとFSS少年団に所属し、1年生の1990年度大会は宮越緑に敗れて2位だったものの、翌シーズンの1991年度大会から1996年度大会まで6連覇を達成した。
1992年（1991年度）2月29日、猪苗代で開催されたFISワールドカップに初参戦した（16位）。
1994年2月、リレハンメルオリンピックに出場し11位となった。その後、スティーブ・フェアレンの指導を2006年まで受けた。
およそ3週間後にフィンランドで開催された国際ユース選手権に参戦して優勝し、翌年の大会（豪州・マウントブラー）でも優勝し連覇を果たした。
1995年2月18日、フランスで開催された世界選手権大会に初出場した（12位）。練習でサボり癖があった里谷は、上村愛子が1995-96年シーズンW杯に初出場していきなり3位となった結果を見て奮起し、これが長野オリンピックで金メダルを獲得するきっかけになった。
1996年3月7日にスウェーデンで開催されたワールドカップで初めて表彰台（3位）に上った。
1997年7月に父親の昌昭を病気により54歳という若さで亡くし競技引退も考えたが、父の残した「成績よりも、よいすべりを」の言葉を胸に、翌1998年の長野オリンピックに出場し日本人女子選手として冬季オリンピック史上初の金メダルを獲得した。決勝は前年に他界した父親からプレゼントされたゴールドのピアスをして滑った。滑り終えた直後、スコアを見たときに25点を超えたことが信じられず、滑走タイムがそんなに早いのか、と戸惑ったほどで、当時のオリンピック記録を塗り替える好成績であった。さらに、決勝当日の年齢21歳244日は日本の女子金メダリストとしては冬季オリンピック史上最年少であり、2018年の平昌オリンピックでスピードスケートの佐藤綾乃が21歳73日で金メダルを獲得するまで記録として残った。優勝直後にシャンパンを一気飲みするパフォーマンスを行ったり、金メダル授与の表彰式での国旗掲揚の際に脱帽しなかったことなどの振る舞いに対して日本オリンピック委員会に抗議が殺到し、長野オリンピック日本選手団長の八木祐四郎が陳謝する事態となった。その約1か月後となる1998年3月9日にスウェーデンで開催されたワールドカップでは初優勝している。第18回全日本フリースタイル選手権大会は、オリンピックの直後の開催となり、金メダルを獲得した里谷、7位入賞の上村を見ようと、会場にはこれまでで最高の1500人のギャラリーが詰めかけ、報道陣も多数訪れた。しかし、両選手は体調不良により出場しなかった。
1999年2月17日、猪苗代で開催されたワールドカップで二回目の優勝を果たし、同年4月、フジテレビジョンに入社。
その後は成績が低迷し、さらに左足首骨折という大けがをした。しかし、怪我によって一時滑ることができなくなったことで、スキーをしたいという意欲が増す。2002年のソルトレイクシティオリンピックで、冬季オリンピック3大会連続出場を果たし、2大会連続のメダルとなる銅メダルを獲得した。冬季オリンピックで日本の女子選手が2つ目のメダルを獲得したのは史上初であった。
2003年11月に建設会社に勤める一般男性と結婚したが、2005年3月に離婚。
2005年2月8日未明、東京都港区六本木のクラブ「911（ナインワンワン）」で酒に酔い、店員に暴力的な行為をして警視庁麻布警察署に同席男性とともに任意同行され里谷は保護、昼頃まで留置される騒動を起こした。当時、同行したフェアレンは一緒に来店した里谷とカナダ人選手が勝手にVIPルームに入ろうとしたせいで店の者2人が先に手を出してきたと言い、里谷はソファの間に押し込まれるなどして全治10日の打撲、前歯も少しかけたため警察に被害届を出した。また、報道で里谷が泥酔していたとすることについて、カナダ人選手と踊ったり、少し飲酒はしていたが落ち着いていたと否定。カナダ人選手の話では来店が午前1時頃で、2時間ほど滞在しており、店の奥の部屋へ里谷と2人で行き、2-3分ほど話していたらオーナーの黒人男性からそこはVIPルームで勝手に入るなと怒られ、突然、背後から殴られて倒れ込んだところにあったテーブルが壊れ、自分は一瞬意識が飛んだ。それからガードマンの黒人男性も入ってきて里谷の顔を叩き、彼女は蹴り返そうとした。フェアレンの談ではカナダ人選手がその場を収めようと壊れたテーブルの弁償を申し出るもオーナーの怒りが余計に増すだけだった。カナダ人選手も2回殴られたと被害届を提出、ガードマンは3月16日時点で日本を出国していた。この騒動により3月17日開幕の2005年フリースタイルスキー世界選手権出場を辞退、同月25日開幕の全日本フリースタイルスキー選手権大会もメディアが押し寄せることが想定されたため欠場、フジテレビから5日間の謹慎処分を受け、同局では人事部所属であるためそれまで入社式にも参加していたが4月1日の同行事を欠席した。8月16日、暴行容疑で店の男性従業員とともに書類送検され、同月31日に東京地方検察庁は起訴猶予処分とした。自ら全日本スキー連盟に強化選手から外してもらうよう申し出をして、10月12日に了承された。なお当初、報じられていたクラブでの卑猥な行動については里谷、フェアレン、カナダ人選手は否定、フェアレンの話ではオーナーが駆け付けた警察官に対して周りに聞こえるように大声でそのような行動をVIPルームでしたと申し立てていたという。フリースタイルスキー・ワールドカップには個人参加で出場を続け、2006年のトリノオリンピックへ4大会連続となる冬季五輪に出場。しかし、エアーの着地失敗が響いて決勝15位に終わった。
2006年から2007年にかけてのシーズンは、ワールドカップなどには出場せず腰の治療に専念した。翌2007年9月、故障からの回復が認められて、強化C指定選手に認定された。2008年3月22日、全日本選手権に出場し、12年ぶり8度目の優勝を果たした。
2009年2月に行われたバンクーバーオリンピックのテスト大会は、航空券の手配ができずに欠場したが、同月に、3年ぶりとなる日本国外のワールドカップに出場を果たした。

3月、世界選手権大会で自己最高位となる4位入賞を果たす。
2010年2月のバンクーバーオリンピックでは、5大会連続で冬季五輪日本代表に選出。バンクーバー五輪本番では上村愛子、村田愛里咲、伊藤みきと共に決勝に進んだが、第2エアーで転倒してしまい結局19位に終わり、これが最後の冬季五輪出場となった。
上村愛子とは、1994-1995シーズンから2011-2012シーズンまでの長きにわたり切磋琢磨しながら世界大会の上位で活躍し合ってきた仲。上村とは、合宿で一緒の部屋で過ごすことが多かったが、長野オリンピックで活躍して以降は、お互いに個人部屋になってしまった。引退後は一緒にスキーや食事をする程の良き仲間となっている。なお、FIS主催・公認の大会で二人が同時に表彰台に上った試合は、1995年国際ユース選手権（豪州・マウントブラー:里谷1位、上村2位）、1997年ヨーロッパカップ（スイス・ツェルマット:里谷2位、上村3位）、ならびに、2009年豪州・ニュージーランドカップ（豪州・ペリッシャー・ブルー:上村1位、里谷2位）の3回のみであり、共に参加、参戦した4回のオリンピック、4回の世界選手権（7戦）、ワールドカップ（14シーズン・88戦）で、同時にメダルを獲得した試合は一度もなかった。
2013年1月に現役引退を発表した。父親は「成績よりも、よいすべりを」と激励していた一方で、母親は娘が怪我をして欲しくない思いからオリンピックが嫌で見ていられず、引退の際には「やっとやめるの」と本人に伝えている。同年2月23日、福島県猪苗代町のリステルスキーファンタジアで行われたW杯で、引退セレモニーが行われた。セレモニーでは、長野オリンピックのレプリカビブスを着用して滑走し、金メダルの滑りで見せたコザックに挑戦しようとしたが、バランスを崩して不完全なスプレッドになっていた。

## 戦績

### オリンピック
| 開催日        | 開催国         | 開催地 (会場)                             | 種目     | 決勝成績   | 決勝成績  | 決勝成績  | 決勝成績  | 予選 成績  | 優勝者 (国籍)                        | 備考(日本人成績等)                          |
| 開催日        | 開催国         | 開催地 (会場)                             | 種目     | 総合       | ターン    | エアー    | タイム    | 予選 成績  | 優勝者 (国籍)                        | 備考(日本人成績等)                          |
| ------------- | -------------- | ----------------------------------------- | -------- | ---------- | --------- | --------- | --------- | ---------- | ------------------------------------ | ------------------------------------------- |
| 1994年2月16日 | ノルウェー     | リレハンメル (Kanthaugen Freestyle Arena) | モーグル | 11位 23.18 | 10位 12.2 | 16位 5.40 | 7位 5.58  | 10位 23.32 | Stine Lise HATTESTAD · ( ノルウェー) | 予選開催日は2月15日。                       |
| 1998年2月11日 | 日本           | 長野 (飯綱高原)                           | モーグル | 1位 25.06  | 1位 13.9  | 5位 4.95  | 1位 6.21  | 11位 22.29 | Tae SATOYA ( 日本)                   | 上村愛子7位。 予選開催日は2月8日。          |
| 2002年2月9日  | アメリカ合衆国 | ソルトレークシティ (Deer Valley)          | モーグル | 3位 24.85  | 5位 13.5  | 7位 4.94  | 2位 6.41  | 6位 23.65  | Kari TRAA · ( ノルウェー)            | 上村愛子6位、畑中みゆき20位。               |
| 2006年2月11日 | イタリア       | トリノ (Sauze D'oulx-Jouvenceaux)         | モーグル | 15位 22.12 | 16位 11.3 | 11位 4.80 | 8位 6.02  | 9位 23.63  | Jennifer HEIL ( カナダ)              | 上村愛子5位、伊藤みき20位、畑中みゆき27位。 |
| 2010年2月13日 | カナダ         | バンクーバー (Cypress Mountain)           | モーグル | 19位 12.85 | 19位 5.6  | 20位 2.52 | 19位 4.73 | 13位 22.15 | Hannah KEARNEY ( アメリカ合衆国)     | 上村愛子4位、村田愛里咲8位、伊藤みき12位。  |

### 世界選手権
| 開催日        | 開催国         | 開催地         | 種目             | 成績 | 優勝者                  | 日本人成績                     |
| ------------- | -------------- | -------------- | ---------------- | ---- | ----------------------- | ------------------------------ |
| 1995年2月18日 | フランス       | ラ・クリューザ | モーグル         | 12位 | Candice GILG( フランス) |                                |
| 1997年2月8日  | 日本           | 飯綱高原       | モーグル         | 15位 | Candice GILG( フランス) | 上村愛子:16位                  |
| 2001年1月19日 | カナダ         | ウィスラー     | モーグル         | 10位 | Kari TRAA( ノルウェー)  | 上村愛子:3位、畑中みゆき:31位  |
| 2001年1月21日 | カナダ         | ウィスラー     | デュアルモーグル | 7位  | Kari TRAA( ノルウェー)  | 上村愛子:4位、畑中みゆき:17位  |
| 2003年1月31日 | アメリカ合衆国 | ディア・バレー | モーグル         | 14位 | Kari TRAA( ノルウェー)  | 上村愛子:14位、畑中みゆき:14位 |
| 2003年2月1日  | アメリカ合衆国 | ディア・バレー | デュアルモーグル | 6位  | Kari TRAA( ノルウェー)  | 上村愛子:17位                  |
| 2009年3月7日  | 日本           | 猪苗代         | モーグル         | 9位  | Aiko UEMURA( 日本)      | 上村愛子:1位、伊藤みき:4位     |
| 2009年3月8日  | 日本           | 猪苗代         | デュアルモーグル | 4位  | Aiko UEMURA( 日本)      | 上村愛子:1位、伊藤みき:2位     |

### ワールドカップ
- 参戦回数: 126回[注釈 7](うち、途中棄権(DNF)2回)
- 表彰台: 7回(優勝2回、2位3回、3位2回)
- トップ5: 22回、トップ10: 52回

| 開催日        | 開催国         | 開催地           | 種目             | 成績 | 優勝者                            | 日本人成績                                                                    |
| ------------- | -------------- | ---------------- | ---------------- | ---- | --------------------------------- | ----------------------------------------------------------------------------- |
| 1996年3月7日  | スウェーデン   | フンドフィレット | デュアルモーグル | 3位  | Donna WEINBRECHT( アメリカ合衆国) |                                                                               |
| 1998年3月9日  | スウェーデン   | フンドフィレット | モーグル         | 1位  | Tae SATOYA( 日本)                 | 上村愛子:11位                                                                 |
| 1999年2月17日 | 日本           | 猪苗代           | モーグル         | 1位  | Tae SATOYA( 日本)                 | 上村愛子:7位、畑中みゆき:16位、堀江寿美代:23位、坂下美香:24位、今野越奈:27位  |
| 1999年2月20日 | 日本           | 斑尾             | モーグル         | 3位  | Ann BATTELLE( アメリカ合衆国)     | 上村愛子:14位、坂下美香:20位、堀江寿美代:23位、畑中みゆき:24位、今野越奈:26位 |
| 2001年1月28日 | アメリカ合衆国 | サンデー・リバー | モーグル         | 2位  | Kari TRAA( ノルウェー)            | 上村愛子:10位、畑中みゆき:26位                                                |
| 2002年3月16日 | フィンランド   | ルカ             | モーグル         | 2位  | Kari TRAA( ノルウェー)            | 上村愛子:5位                                                                  |
| 2005年2月6日  | 日本           | 猪苗代           | モーグル         | 2位  | Jennifer HEIL( カナダ)            | 伊藤みき:8位、畑中みゆき:12位、伊藤あづさ:16位、上村愛子:25位                 |

## 栄典
- 銀杯一組（1998年）[54]